# The Bottom Line
The Bottom Line es una canción del grupo inglés de música electrónica Depeche Mode compuesta por Martin Gore, publicada en el álbum Ultra de 1997.

## Descripción
Es prácticamente el tema más alegórico que existe de DM, comprometido más que ningún otro con la forma y el sonido de un viejo rock progresivo, lleno de efectos extraños, una construcción ambiental, elementos acústicos dispersos y una letra casi inentendible.
Cantada por Martin Gore, es una pieza metafórica que aparentemente habla de amor, pero solo aparentemente pues la letra es una total fantasía en donde Gore se compara con animales y la naturaleza que van en busca del amor verdadero o del objetivo de la vida, extrapolando el significado del amor como sentido verdadero de toda la vida.
La musicalización se muestra más electrónica que otras del álbum, redundando con ello la calidad diversa del álbum que todo el tiempo divaga entre el sonido meramente electroacústico y el retrospectivo hacia una tendencia de música artificial más tradicional para DM. Sin embargo, es más que nada sintética con una lograda cualidad de progresivo pues no cae en lo abiertamente electro sino hacía lo atmosférico repleto de efectos casi naturales o sólo vivos como la simulación de un canto de ballenas, la respiración animal y toscos efectos del sintetizador, como lo es el sonido de la naturaleza misma.
En cuanto la letra, pareciera describir una fantasía medieval al hablar de fauna, sabios, ríos que fluyen y el amor que sigue siempre su propio curso, aunque la línea principal del título, The Bottom Line, es un término un tanto ambiguo al traducirlo al español pues literalmente se interpreta como la línea de fondo; lo que en un sentido más preciso es como decir “la última línea” o “la línea límite”, donde acaba todo o hasta donde es posible llegar.
Sin embargo, el sentido básico de la canción es muy alegórico, prácticamente inentendible al plantear algo más como el punto al que se llega por el amor, o sea, el destino de la vida, el amor.
La musicalización, que por el modo en como está hecha cae en lo abiertamente minimalista, sólo contribuye a darle una ambientación casi selvática, de mero acompañamiento en la fábula onírica que describe en su letra, incluso en uno de los estribillos intermedios Gore complementa su voz con sus propios suspiros, mientras las cuerdas de la guitarra aparecen completamente distorsionadas llegando así al sonido naturalista de su curiosa orquestación.
Rondando todo el tiempo entre la forma de un viejo rock progresivo y una función sintética minimalista es uno de los temas más singulares de DM en un álbum donde se reinventaba su sonido retomando varios de sus más antiguos elementos de banda de música electrónica.

## En directo
La canción únicamente se ha interpretado durante el Exciter Tour, como tema rotativo, o sea no en todas las fechas, y en una forma “acústica” con sólo musicalización de Peter Gordeno en su teclado en modo piano.
- Datos: Q6144169